# Blaiklock Glacier
Blaiklock Glacier är en glaciär i Antarktis. Den ligger i Östantarktis. Argentina och Storbritannien gör anspråk på området. Blaiklock Glacier ligger 692 meter över havet.
Terrängen runt Blaiklock Glacier är kuperad söderut, men norrut är den platt. Trakten är obefolkad. Det finns inga samhällen i närheten. 